# Caterina Spinola

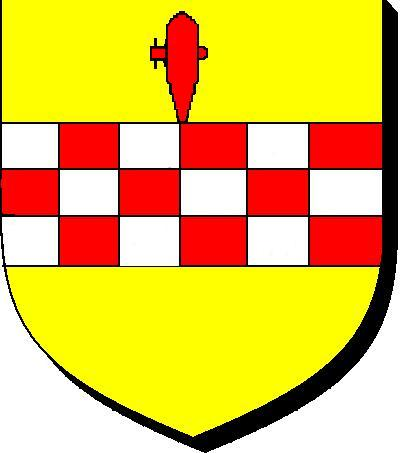
Stemma degli Spinola

Caterina Spinola (Genova, ... – Milano, 1319) è stata una nobildonna italiana.

## Biografia
Era figlia di Oberto Spinola, politico genovese.
Sposò in seconde nozze nel 1318 Luchino Visconti, signore di Milano, ma morì dopo poco un anno.